# Illes Mariannes Septentrionals
Les illes Mariannes Septentrionals o Mariannes del Nord (en anglès Northern Mariana Islands) són un territori insular d'Oceania lliurement associat als Estats Units.
Situades al nord de la Micronèsia, al Pacífic nord-occidental, comprenen gairebé la totalitat de l'arxipèlag de les Mariannes excepte la més meridional, Guam, territori nord-americà. Són 14 illes en total (que inclouen, entre d'altres, Saipan, Rota i Tinian) amb una extensió de 477 km². La seva capital és Capital Hill, situada a l'illa de Saipan.